# Konrad Winkler
Konrad Winkler (n. 17 februarie 1955, Neuhausen/Erzgeb., Saxonia, Germania) este un sportiv ce a reprezentat Germania, medaliat olimpic. A participat la 2 ediții ale Jocurilor Olimpice (1976, 1980) în care a câștigat două medalii de bronz.